# Lorin S. Robert

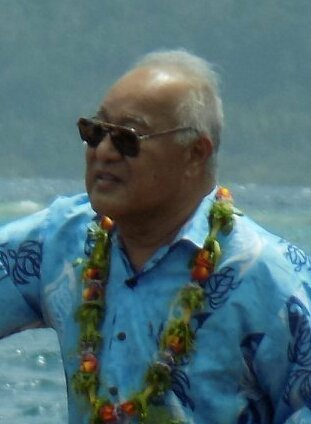

Lorin S. Robert (* 7. Mai 1956 in Truk, Karolinen) ist ein Politiker der Föderierten Staaten von Mikronesien.

## Biografie
Nach dem Schulbesuch studierte er zunächst von 1975 bis 1979 am College of Santa Fe in New Mexico und danach zwischen 1980 und 1982 an der Fakultät für Internationale Beziehungen der American University in Washington, D.C.
Nach seiner Rückkehr wurde er zunächst Dozent am Community College of Micronesia in Truk, ehe er 1984 in den Diplomatischen Dienst der Föderierten Staaten von Mikronesien eintrat. Bereits 1985 wurde er Stellvertretender Leiter der Botschaft in Japan und übte dieses Amt bis 1990 aus. Während dieser Zeit absolvierte er außerdem zwischen 1987 und 1988 ein Postgraduiertenstudium an der University of Oxford.
1990 kehrte er ins Außenministerium (Department of External Affairs) in Palikir zurück und wurde zunächst Stellv. Assistenzsekretär (Deputy Assistent Secretary) für Asien und danach von 1996 bis 2001 Assistenzsekretär für Asien, Pazifik und Multilaterale Angelegenheiten. Zugleich war er zwischen 1991 und 2000 Leiter für Lehrplan (Curriculum) und Unterricht der Ausbildungsentwicklungsdienste. Im Jahr 2001 wurde er Stellvertretender Außenminister (Deputy Secretary).
Am 29. Juni 2007 wurde er vom neugewählten Präsident der Föderierten Staaten von Mikronesion, Manny Mori, zum Außenminister (Secretary of Foreign Affairs) nominiert und nach der Zustimmung durch den Kongress am 14. Juli 2007 vereidigt.
In seiner Funktion als Außenminister ist er auch Alternierender Gouverneur der Weltbank sowie der Asiatischen Entwicklungsbank.